# Роберт Голоб
Роберт Голоб (на словенски: Robert Golob) е словенски бизнесмен и политик, председател на движение „Свобода“ от 2022 г. Той е 10-и министър-председател на Словения.

## Биография
Роден е на 23 януари 1967 г. в село Шемпетер при Горица, Социалистическа република Словения, СФРЮ. През 1994 г. завършва докторска степен по електроинженерство в Люблянския университет. След обучението си е стипендиант по програмата „Фулбрайт“ на Съединените щати в Технологичния институт на Джорджия в Атланта.